# Alberto Masi
Pour les articles homonymes, voir Masi.
Alberto Masi, né le 2 septembre 1992 à Gênes, est un footballeur italien qui évolue au poste de défenseur central à Ternana.

## Statistiques
| Saison                | Club                  | Championnat           | Championnat | Championnat | Coupe(s) nationale(s) | Coupe(s) nationale(s) | Total | Total |
| Saison                | Club                  | Division              | M.          | B.          | M.                    | B.                    | M.    | B.    |
| 2009-2010             | USD Lavagnese (prêt)  | Serie D               | 20          | 0           | -                     | -                     | 20    | 0     |
| 2011-2012             | FC Pro Verceil 1892   | Lega Pro 1D           | 24+4        | 1+0         | 4                     | 1                     | 32    | 2     |
| 2012-2013             | FC Pro Verceil 1892   | Serie B               | 14          | 1           | -                     | -                     | 14    | 1     |
| 2012-2013             | Ternana Calcio        | Serie B               | 10          | 0           | -                     | -                     | 10    | 0     |
| 2013-2014             | Ternana Calcio        | Serie B               | 24          | 4           | -                     | -                     | 24    | 4     |
| 2014-2015             | Ternana Calcio        | Serie B               | 10          | 0           | 2                     | 0                     | 12    | 0     |
| 2015-2016             | Ternana Calcio        | Serie B               | 13          | 1           | 1                     | 0                     | 14    | 1     |
| Total sur la carrière | Total sur la carrière | Total sur la carrière | 119         | 7           | 7                     | 1                     | 126   | 8     |